# Luisa Anzoletti
Luisa Anzoletti (Trento, 9 aprile 1863 – Trento, 19 novembre 1925) è stata una poetessa e scrittrice italiana.

## Biografia
Proveniente da una famiglia di musicisti (il padre Luigi era maestro di musica, il fratello Marco un noto violinista, lo zio Giovanni direttore d'orchestra), anche Luisa in prima istanza si avvicina al mondo della musica, imparando presto a suonare abilmente il pianoforte, con cui accompagnava spesso il fratello Marco.
Avviata allo studio della letteratura e della poesia latina da don Emanuele Bazzanella, la Anzoletti inizia presto anche a scrivere delle opere di prosa e di poesia: tra le prime opere rientra un poemetto in 561 esametri sull'elezione di San Vigilio a vescovo di Trento, pubblicato da una Luisa appena ventenne (l'opera le valse una medaglia d'argento e una lettera di apprezzamento inviata da papa Leone XIII); il trasferimento della famiglia a Milano, nel 1889, ebbe certo un significato nella produzione letteraria della scrittrice e poetessa, se molti dei temi trattati dopo tale data sono stati definiti "di grande interesse e d'avanguardia sociale oltre che letterale".
Di indubbio interesse è la rete di contatti che Luisa Anzoletti seppe costruire nel corso della sua vita: tra gli scambi epistolari più interessanti si possono ricordare quelli con Antonio Stoppani, Cesare Cantù, Carlo Francesco Gabba, Giuseppe Rigutini, Giovanni Verga, Geremia Bonomelli; di lei, inoltre, scrissero anche Antonio Fogazzaro e Giosuè Carducci, quest'ultimo affermando "ormai anche le donne vogliono fare dei versi belli": affermazione che ci dà anche un'idea del ruolo dell'Anzoletti all'interno della coeva società letteraria.

## Archivio
Pervenuto assieme alla biblioteca (3.000 fra volumi e opuscoli) a titolo di dono, l'archivio di Luisa Anzoletti è giunto alla Biblioteca comunale di Trento in due soluzioni: la prima nel 1906 per volontà della stessa Luisa; la seconda nel 1929, su iniziativa del fratello Marco. Marco Anzoletti, morto nel 1929, per disposizione testamentaria lasciò alla Biblioteca le sue opere letterarie e quelle della sorella, con i relativi diritti d'autore;poco dopo l'erede Umberto Cano y Romero consegnò altri libri e manoscritti che si trovavano nell'abitazione degli Anzoletti a Milano.
Il fondo comprende un epistolario contenente lettere provenienti da centinaia di corrispondenti trentini e del Regno, letterati, storici, filosofi, ecclesiastici, talvolta accompagnate dalle minute delle risposte di Luisa. A questa documentazione manca il materiale perduto per vicende di guerra o distrutto intenzionalmente dalla stessa Anzoletti.  Completano il fondo le opere poetiche e in prosa, gli appunti, gli scritti che la riguardano, i documenti sull'attività di beneficenza svolta a Milano e un interessante album fotografico.

## Opere (parziale)

### Poesia
1. Poemetto in 561 esametri sull'elezione di San Vigilio a vescovo di Trento, Trento?, 1883 ca.
2. Inno al giubileo sacerdotale di Leone XIII, ..., 1886
3. La fede soprannaturale, Milano, 1894
4. La Donna nel progresso cristiano, Milano, 1895
5. Vita, Milano, 1898
6. Per un nuovo patto tra la scienza e la religione, Milano, 1899
7. Il divorzio e la donna, Milano, 1902
8. Alba (inizialmente intitolato Vita), Milano, 1904
9. Vita - Nuove liriche, Bologna, 1904
10. Le finalità civili e il femminismo, Milano, 1907
11. Canti dell'ora, Milano, 1914

### Prosa
1. Vita di Dante, ..., 1896
2. Maria Gaetana Agnesi, ..., 1900
3. Giovanni Prati, ..., 1901

Inoltre, diverse collaborazioni con riviste e giornali quali Silvio Pellico, Cordelia, Pro Patria, Illustrazione italiana, Natura ed arte.

## Riconoscimenti
- 1883 ca.: medaglia d'argento per il poemetto in esametri sull'elezione di San Vigilio a vescovo di Trento.
- 1886: medaglia d'oro per il miglior inno dedicato al giubileo sacerdotale di Leone XIII.
- 1890: medaglia d'oro per la miglior conferenza, dal titolo La donna italiana nel '700, al concorso Esposizione Beatrice, tenuto a Firenze.
- 1900: medaglia d'oro come miglior conferenziere in occasione del ricordo di Giovanni Prati.
- ...: nominata socia dell'Accademia roveretana degli Agiati.
- ...: nominata socia dell'Accademia Arcadia di Roma.

Alla scrittrice e poetessa è intitolata una via a Trento.